# اسدآباد (نهاوند)
اسدآباد روستایی از توابع بخش گیان شهرستان نهاوند در استان همدان ایران است.

## جمعیت
این روستا در دهستان سراب قرار دارد و براساس سرشماری مرکز آمار ایران در سال ۱۳۹۵، جمعیت آن ۴۳۷ نفر (۱۱۹ خانوار) بوده‌است.